# Urée
Ne doit pas être confondu avec Acide urique.
Pour l’article ayant un titre homophone, voir Huré.
Le terme urée désigne à la fois un composé chimique particulier  et un ensemble de composés organiques :
- l'urée ou carbamide (DCI) est le composé CO(NH2)2 ;
- les urées sont les dérivés de l'urée de formule générale (R1,R2)N−CO−N(R3,R4).

L'urée joue un rôle important dans le métabolisme des composés azotés chez les animaux et est la principale substance contenant de l'azote dans l'urine des espèces urotéliques comme les mammifères. C'est un solide incolore et inodore, hautement soluble dans l'eau, et pratiquement non toxique (DL50 de 15 g/kg chez le rat).
Dissoute dans l'eau, elle n'est ni acide ni basique.
Dans le corps humain, elle intervient dans de nombreux processus métaboliques, notamment pour l'excrétion d'azote. Elle est synthétisée dans le foie par la combinaison de deux molécules d'ammoniac (NH3) avec une molécule de CO2 dans le cycle de l'urée.
L'urée est largement utilisée en agriculture comme engrais azoté. C'est également une importante matière première pour l'industrie chimique.

## Histoire
L'urée naturelle est découverte en 1773 par Hilaire Rouelle. Formée dans le foie lors du cycle de l'urée, à partir de l'ammoniac qui provient de la dégradation terminale de trois acides aminés : l’arginine, la citrulline et l’ornithine, l’urée naturelle est éliminée par l'urine. La dégradation de tous les autres acides aminés de l'organisme aboutissent, directement ou indirectement, aux trois précédemment cités.
En 1828, après avoir maîtrisé la synthèse de l'acide cyanique, Wöhler réalise celle de l'urée. En traitant l’acide cyanique par l'ammoniaque, il obtient du cyanate d'ammonium qui s'isomérise en urée :

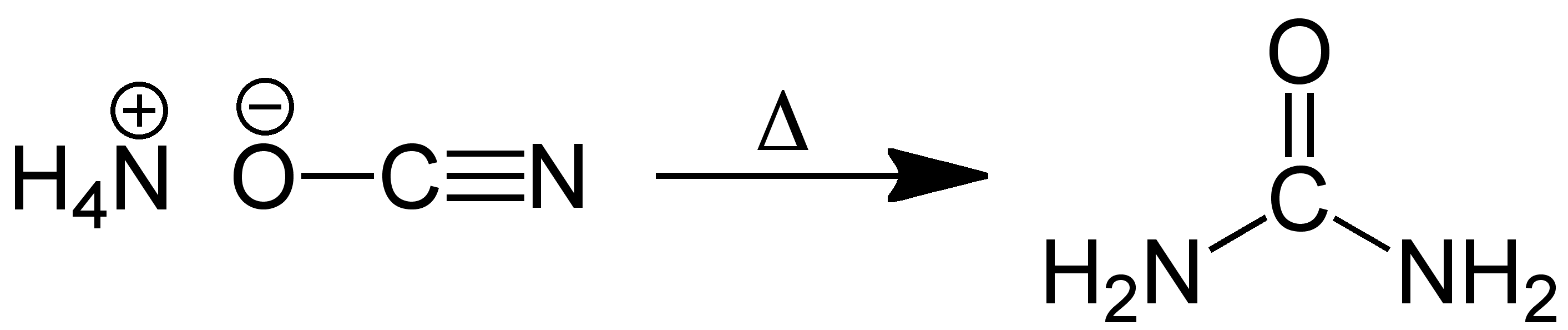
Synthèse de Wöhler.

Cette expérience provoque une révolution. Elle apporte en effet la preuve qu’il est possible de synthétiser un composé organique en dehors d'un organisme vivant. Elle marque ainsi le début de la chimie organique et annonce la fin de la théorie de la force vitale.

## Utilisation

### Engrais
La plus importante utilisation actuelle se fait sous la forme d'engrais azotés.
L'urée est hydrolysée en ammoniac et en dioxyde de carbone à haute température ou dans le sol sous l'action des uréases microbiennes, :
CO(NH2)2 + H2O → 2 NH3 + CO2
L'urée, qui contient 46 % d'azote, ne pourrait être utilisée comme engrais en raison de son caractère hygroscopique élevé. La présentation en granulés ou perles de calibre homogène est nécessaire pour la régularité de l’épandage.
Sur le plan agronomique, c’est une formulation intéressante car sa minéralisation est progressive. On l'utilise généralement en couverture sur des cultures d'été.
L'hydrolyse de l'urée provoque une alcalinisation du sol du fait de la consommation de protons. Le pH peut atteindre 9 à proximité immédiate du granulé d'engrais.
D'un point de vue environnemental, son bilan carbone (si on tient compte des émissions en champs) est moins favorable que ceux d'autres engrais azotés (ammonitrate par exemple).

### Alimentation animale
L'urée (qualité alimentaire) est employée dans l'alimentation des ruminants (à l'exclusion des autres animaux). En effet, les micro-organismes présents dans le rumen sont capables d'utiliser cette source d'azote pour synthétiser des acides aminés utilisables par le ruminant. L'urée est employée notamment pour équilibrer les régimes du point de vue des micro-organismes du rumen (PDIE vs PDIN dans le système PDI  ou OEB[Quoi ?] , dans le système DVE, du hollandais Darm (intestin) Verteerbaar (digérer) Eiwit (Protéine) Gut, notamment). Bien utilisée, elle peut contribuer à optimiser le fonctionnement du rumen. Son emploi est particulièrement intéressant en complément de fourrages pauvres en azote (paille, certains fourrages en zone subtropicale…). Il faut toutefois éviter les excès par rapport aux besoins, sinon, il se produit une augmentation des rejets azotés de l'animal et, dans les cas graves, des problèmes métaboliques (alcalose ruminale). Dans l'Union européenne et depuis 2003, l'urée alimentaire a le statut d'additif nutritionnel (obligation d'étiquetage et d'enregistrement des fournisseurs, notamment). Certaines filières de qualité différenciée interdisent son emploi.

### Matières plastiques
L'urée est utilisée en chimie industrielle pour la synthèse de plastiques thermodurcissables appelés aminoplastes. Ce groupe de matières plastiques comprend essentiellement les « résines urée-formol » (urée formaldéhyde, sigle UF) et les « résines mélamine-formol » encore appelées « mélamines » (sigle MF) dans lesquelles l'urée est remplacée par un de ses dérivés, la mélamine (1,3,5-triazine-2,4,6-triamine).

### Agent de réduction des oxydes d'azote
La solution aqueuse à 32,5 % d'urée, commercialisée sous le nom « AdBlue », est également de plus en plus utilisée sur les véhicules à moteur Diesel (autobus, poids lourds, automobiles, etc.) afin de réduire les émissions d'oxydes d'azote, ainsi que dans le traitement des fumées d'installations industrielles de combustion (chaufferies…). La solution aqueuse à 32,5 % d'urée est injectée dans le conduit d'échappement en amont du catalyseur SCR (Selective Catalytic Reducer). En raison de la température élevée, l'urée se décompose en ammoniac et en dioxyde de carbone. L'ammoniac réagit à son tour avec les oxydes d'azote pour former, par une réaction de réduction, du diazote et de l'eau. Par exemple, avec le monoxyde d'azote, la réaction s'écrit :
4 NO + 4 NH3 + O2 → 4 N2 + 6 H2O.
L'objectif de cette technologie est de permettre aux véhicules de respecter les normes internationales sur les émissions émises à l'échappement des véhicules (ex. : EURO6).

### Cosmétique
Kératolytique, l'urée ramollit les ongles hyperkératosiques (ongles fongiques), et, utilisée à petites doses dans les crèmes pour les mains et les pieds, elle assouplit la peau.

### Biochimie
En biochimie, l'urée est utilisée à forte concentration en solution aqueuse (4 à 8 mol L−1) comme agent dénaturant pour détruire la structure spatiale des acides nucléiques et des protéines. Elle permet en particulier la dissociation des deux brins d'un duplex d'acide nucléique et la fusion des structures secondaires des ARN (dénaturation). À ce titre, elle est en particulier utilisée dans la technique de l'électrophorèse sur gel pour analyser l'ADN ou l'ARN, en particulier dans les méthodes de séquençage par la technique de Sanger.
L'action dénaturante de l'urée pourrait être liée à sa capacité à entrer en compétition avec les donneurs et accepteurs de liaison hydrogène au sein des appariements de bases et à jouer sur la structure du solvant aqueux à haute concentration.

### Additif alimentaire
L'urée est utilisée dans l'alimentation comme additif alimentaire comme agent améliorant (Numéro E927b). Son usage est limité car elle possède une saveur amère.

## Synthèse industrielle
L'urée est fabriquée industriellement à partir d'ammoniac (NH3) et de dioxyde de carbone (CO2). La réaction de synthèse se fait sous forte pression (de 140  à   160 bar) selon les procédés et sous des températures de 160 °C à 180 °C. Elle a lieu en deux temps :
1. synthèse du carbamate d'ammonium (NH2COONH4), produit intermédiaire stable uniquement sous haute pression :
CO2 + 2 NH3 ⇔ NH2COONH4 ;
2. décomposition du carbamate d'ammonium en urée et eau :
NH2COONH4 → CO(NH2)2 + H2O.

Les réactions ne sont pas totales, mais sont à l'équilibre à la sortie du réacteur sous pression, la solution réactionnelle contient de l'urée, de l'eau, du CO2 et de l'ammoniac. Le procédé chimique consiste ensuite en la séparation des produits de réaction par extraction au gaz et distillation. D'une part, l'ammoniac et le CO2 sont entièrement recyclés dans le réacteur de synthèse, d'autre part, la solution d'urée est concentrée par évaporation de l'eau, l'urée est ensuite concentrée en une solution à plus de 99 %, restant liquide au-dessus de 132 °C. L'eau distillée est récupérée pour la production de vapeur. La solution concentrée d'urée est ensuite cristallisée en refroidissant sous forme de granulés adaptés à l'usage agricole.
Les plus grosses unités industrielles actuelles produisent 3 600 tonnes d'urée par jour. La production mondiale annuelle d'urée atteint 120 millions de tonnes. En 2019, les principaux pays producteurs sont l'Inde, la Russie, l’Indonésie, le Pakistan, les États-Unis, l'Iran, le Canada, le Vietnam, les Émirats arabes unis et la Pologne.
En France, une unité de production est implantée à Gonfreville-l'Orcher (banlieue industrielle du Havre), usine exploitée par la société Yara pour une production d'environ 950 t/j.

## Dosage de l'urée sanguine
L'urée est filtrée par le glomérule rénal et réabsorbée partiellement (environ 40 %) par le tubule rénal. L'intensité de sa réabsorption dépend largement du niveau de la concentration urinaire (réabsorption plus forte quand la concentration est plus élevée).
Une insuffisance rénale augmente donc sensiblement sa concentration dans le sang (Azotémie). Cependant, son dosage est moins fiable que celui de la créatinine pour évaluer la fonction rénale car la variation de son taux dépend également d'autres facteurs : il augmente en particulier lors des régimes riches en protéines et dans certaines autres situations.
A noter que le terme d'Urémie est un faux ami : il est à la base synonyme d'insuffisance rénale. Par glissement, il en vient progressivement à désigner le taux d'urée dans le sang, y compris par les professionnels. C'est un facteur de confusion, puisque l'encépahopathie dite urémique n'est pas due à l'urée (non toxique), mais à l'insuffisance rénale et son cortège d'anomalies métaboliques (dont l'hyperazotémie).